# Dragostea unei blonde
Dragostea unei blonde (titlul original: Lásky jedné plavovlásky) este un film de comedie dramatică cehoslovac, realizat în 1965 de regizorul Miloš Forman cu care și-a câștigat renumele pe plan internațional. Face parte ca unul dintre cele mai reprezentative filme ale noului val cehoslovac. 
Protagoniști sunt actorii Hana Brejchová, Vladimír Pucholt, Vladimír Menšík, Josef Šebánek.

## Conținut
Nu departe de Praga există un orășel devenit vestit cu o fabrică de încălțăminte pentru copii. Deoarece în orășel se află aproape 2000 de fete și prea puțini băieți, raportul fiind de aproximativ 16 la 1, relațiile de dragoste ale acestor tinere au devenit o problemă socială la nivel de conducere a fabricii dar și a orașului. Astfel conducerea fabricii solicită la o ședință de la primărie, să se mute o cazarmă în apropierea localității lor. Așa ceva nefiind posibil, se organizează la sfârșit de săptămână dans, unde se invită o companie de militari și un tânăr pianist din Praga. Ghinionul e că era o companie de rezerviști din Armata Populară...
Cu aceasta ocazie, Andula îl cunoaște pe Milda, pianistul, alături de care trăiește câteva clipe de fericire. Încrezătoare în iubire și cele promise de Milda, Andula pleacă la Praga să îl caute. Dar tânărul a uitat-o iar părinții lui, iritați de aceasta surpriză neașteptată, îi fac o primire nu prea prietenoasă, totuși au lăsat-o să înnopteze în camera fiului lor care nu mai sosea de la o petrecere...

## Distribuție
- Hana Brejchová – Andula
- Vladimír Pucholt – Milda
- Vladimír Menšík – Vacovský
- Ivan Kheil – Manas
- Jiří Hrubý – Burda
- Milada Ježková – mama lui Milda
- Josef Šebánek – tatăl lui Milda
- Josef Kolb – Pokorný
- Marie Salačová – Marie
- Jana Nováková – Jana

## Critici
„Filmul (acesta) este una din cele mai concludente opere care au anunțat noua orientare a cinematografului cehoslovac: abandonarea structurii rigide a regulilor academice, în favoarea unor imagini aparent banale, însă cu deosebită forță de sugestie, adevăruri de viață de o mare densitate emoțională.”— Dicționar cinematografic 

## Premii și nominalizări
- 1967 Nominalizare la Globul de Aur pentru cel mai bun film
- 1967 Nominalizare la Oscar pentru cel mai bun film străin
- 1967 Premiul Bodil (Danemarca) la categoria Cel mai bun film European
- 1967 Premiul Jussi (Finlanda) la categoria Cel mai bun regizor străin la fel ca și filmul său Asul de pică